# Ducat de Prússia
El Ducat de Prússia (en alemany: Herzogtum Preußen, en polonès: Prusy Książęce), creat el 1525 a l'est de Prússia, va tenir com a capital Königsberg. El ducat es va transformar en el regne de Prússia.
Per plantar cara als atacs dels prussians o borussians pobladors de la regió litoral a l'est del Vístula, d'ètnia bàltica i pagans, el 1226 el duc polonès Conrad de Masòvia sol·licità l'ajut de l'Orde Teutònic, a canvi del qual els oferí el país de Chelmmo (Kulm).
Entre el 1229 i el 1295 l'orde, desplaçant el qui l'havia cridat, sotmeté les terres entre el Vístula i el Nemunas (Niemen), substituí la població bàltica per colons alemanys, bastí fortaleses i creà nombroses ciutats. Des d'aquesta base, durant el segle xiv dugué a terme una política d'expansió territorial i germanització: conquesta de Danzig (Gdańsk) i el ducat de Pomerèlia (1308-09), freqüents atacs contra Masòvia i Samogítia, etc.
Polònia i Lituània, les víctimes de les agressions, uniren llurs forces, derrotaren els teutons a Grünwald-Tannenberg (1410) i pel segon tractat de Torun (1466) els obligaren a cedir la Prússia Occidental i a prestar vassallatge al rei polonès per la Prússia Oriental.
El 10 d'abril de 1525, després de signar el Tractat de Cracòvia, que va posar fi oficialment a la guerra del Regne de Polònia contra l'Orde Teutònic, pel què Albert de Hohenzollern secularitzà l'Orde Teutònic i va renunciar al seu càrrec de Gran Mestre de l'Orde Teutònic i va rebre el títol de Duc de Prússia del rei Segimon el Vell de Polònia. Albert es va convertir en luterà i va secularitzar els territoris prussians de l'Orde a l'est de la desembocadura del Vístula, que van passar a mans d'una branca de la família Hohenzollern, que ja governava el Marcgraviat de Brandenburg, des del segle XV, i amb la seva renúncia a l'Orde, Albert ara es podia casar i produir hereus legítims. A la mort del seu fill i successor, el dement Albert Frederic (1568-1618), Prússia, sense perdre el caràcter de feu polonès, s'uní a les possessions de l'elector de Brandenburg Joan Segimon (mort el 1619), també de la família Hohenzollern conformant la unió personal de Brandenburg-Prússia que, a la llarga i amb la seva elevació a la categoria de regne, conformaria el nucli fundacional del Regne de Prússia.